# Voda života
Voda života byla nezávislá křesťanská církev, která vznikla na konci 80. let 20. století v Praze a působila pod jménem Voda života do roku 1994, kdy přijala nové označení Slovo života. Hlavní charakteristikou této církve byla rozsáhlá misijní a evangelizační činnost. V průběhu několika let oslovili členové a sympatizanti této církve zprávou o Ježíši Kristu podle některých odhadů řádově 100 000 lidí v Praze a některých dalších městech.[zdroj?] Díky vysílání lidí do různých měst a evangelizačním aktivitám mezi studenty zasáhla tato církev i na různá další místa v České republice a na Slovensku.
V roce 2010 získala křesťanská církev Slovo života státní registraci jako 32. z registrovaných církví a náboženských spolků v ČR.

## Zařazení církve
Církev Voda života byla řazena mezi evangelikální nebo letniční církve s vlivem Hnutí víry. Charakteristickým rysem této církve byly různé způsoby veřejné evangelizace — kázání přímo na ulicích, pořádání velkých evangelizačních akcí,  velké osobní nasazení členů církve a rozsáhlá kazatelská a vyučující činnost.
Mnozí odborníci z tradičních církví a některé známé osobnosti[kdo?] církev Vodu života označují za sektu. 

## Historie

### Skupina křesťanů
Voda života vznikla na konci 80. let 20. století z evangelikální skupiny mladých křesťanů v Praze. Tuto skupinu vedl Zambijec Henry Kalimotho Kashweka, který v Praze od roku 1985 studoval. Kolem něho se v Praze v únoru 1987 zformovala skupina mladých zájemců o křesťanství. Od září 1987 Kashwekova skupina působila v rámci neregistrované, ale státem tolerované letniční Apoštolské církve. V srpnu 1988 byl Kashweka komunistickými státními orgány vyhoštěn z ČSSR a Apoštolská církev přestávala být k této skupině vstřícná.
Na podzim roku 1988 proběhla úspěšná misijní akce v Holešově, na níž se tato skupina setkala Michaelem Lundinem a Bengtem Wedemalmem ze sboru Livets Ord („Slovo života“) ve švédské Uppsale. Vliv uppsalského sboru Slova života na skupinu od té doby rostl.

### Založení a růst církve
V roce 1988 se vůdčí postavou skupiny stal Alexandr Flek a v lednu 1989 se skupina vyhlásila jako nezávislá křesťanská církev a dále vystupovala pod názvem Voda života. Sbor Voda života vyrostl ze zakládajícího počtu 22 členů v roce 1989 na asi 400 členů v roce 1993.

### Slovo života
V roce 1994 přejala církev Voda života název švédské evangelikální církve Slovo života, jejíž vůdčí postavou byl Ulf Ekman. Po odjezdu Alexandra Fleka do Uppsaly v roce 1995 převzal vedení pražského sboru švédský misionář Tommy Adam, který vedl sbor do listopadu roku 1996. Od roku 1996 vede pražský sbor Slova života Martin Janda.

## Činnost církve

### Zakládání církví
Během veřejného působení vyslala Voda života do několika měst misionáře, kteří zakládali další církve. Již v roce 1989 vznikly zárodky nových církví v Brně (sbor Ježíš přijde) a Prachaticích (sbor Cesta života
). Další činnost církve zasáhla České Budějovice, Pardubice, Kolín, Bratislavu a jiná místa.

### Velké evangelizace
Voda života byla také jednou z prvních církví, které organizovaly velké evangelizační akce v ČSSR[kdy?] a později ČR: v březnu roku 1990 se konala první masová evangelizace s americkou misionářkou Mary Alice Islieb, v září 1990 Středoevropská konference Víry s Ulfem Ekmanem; evangelizace na letné s Peterem Youngreenem roku 1991 zasáhla okolo 20 tisíc návštěvníků.

### Biblická škola
Ve školním roce 1993/4 provozovala Voda života v Praze biblickou školu stejného jména, které vzdělávala 150 kazatelů i laických pracovníků v jednoletém kurzu praktické teologie. Biblická škola Slovo života pak pokračovala v letech 1994–1999 v Brně.  

### Nakladatelská činnost
V roce 1991 založila církev nakladatelství Dynamis, které bylo známé vydáním řady publikací s letničním zaměřením s nádechem Hnutí víry a především rozsáhlým souborem naživo nahraných kázání, který za krátkou dobu existence církve čítal přes 1000 záznamů. 
V letech 1991–1994 vydávala církev stejnojmenný časopis Voda života s podtitulem „revue pro Božský život“.

## Metody činnosti

### Působení na veřejnost
Církev Voda života pořádala velká shromáždění pro veřejnost v Paláci kultury, na Letné, Václavském náměstí a dalších místech v Praze. Při těchto akcích oslovovali členové církve přímo lidi na ulici, což zanechalo v mnoha oslovených nesmazatelný dojem.[zdroj?]

### Teologické a praktické prvky
Pro veřejná shromáždění používala církev Voda života úderná hesla typu „Slepí vidí, chromí chodí, hluší slyší“, „Ježíš je vítěz nad nemocí, hříchem a smrtí“, „Československo bude spasené“ a podobně. Členové církve se při kázání evangelia modlili za uzdravení nemocných, vymítali démony, prorokovali a používali další duchovní dary.